# Chromendothia
Chromendothia — рід грибів родини Cryphonectriaceae. Назва вперше опублікована 1993 року.

## Види
База даних Species Fungorum станом на 24.10.2019 налічує 2 види роду Chromendothia:
- Chromendothia appendiculata Lar.N.Vassiljeva, 1993
- Chromendothia citrina Lar.N.Vassiljeva, 1998